# Tokyo Joshi Pro Wrestling
Tokyo Joshi Pro Wrestling, a menudo abreviado a TJPW, es una promoción de Joshi Puroresu o Lucha profesional femenina fundada el 2012 como una promoción hermana de DDT Pro Wrestling. Inicialmente funcionó rellenando otros shows con espectáculos en vivo, comedia y otras actividades de tipo idol. Se volvió una promoción independiente el 28 de febrero de 2015.

## Historia

### Formación (2012–2013)
El 4 de junio de 2012, Tokyo Joshi Pro fue anunciado por DDT Pro-Wrestling. A cargo estaba el antiguo promotor de Ice Ribbon y Pro Wrestling Neo, Tetsuya Kodo, junto con la luchadora Nozomi. La promoción fue finalmente puesta en parcha a fines del 2012 y comenzó el reclutamiento de luchadoras. Cuatro de las primeras luchadoras reclutadas fueron Miyu Yamashita, Shoko Nakajima, Kanna y Chikage Kiba. El entrenamiento de estas luchadoras estaba mayoritariamente manejado por Nozomi, con ayuda del luchador de DDT Kyohei Mikami. Nozomi abandonó DDT en noviembre de 2012, pero ese mismo día las alumnas fueron presentadas al público en una conferencia de prensa, anunciando que debutarían el año 2013. A las alumnas se les pedía seguir tres reglas - no beber alcohol, no fumar y no tener novio.

### Primeros años (2013–2015)
El primer show de Tokyo Joshi Pro Wrestling tomó lugar el 30 de enero de 2013 en el Akihabara Twin Box de Tokio. El show solo tuvo dos luchas, una exhibición de sambo entre la alumna Chikage Kiba y el árbitro de DDT, excompetidor de sambo Daisuke Kiso. Como también la lucha individual entre las alumnas Miyu Yamashita y Kanna. El show no usó un ring de lucha, en lugar de eso, el espectáculo tomó lugar en colchonetas, similar a lo que hacía la promoción Ice Ribbon en sus inicios.  Aparte de lucha libre profesional, el show inicial incluyó música de bandas idol. Como la nómina de talentos de TJPW era muy pequeña al comienzo, la mayoría de sus shows iniciales siguieron la misma fórmula y solo se hacían en recintos muy pequeños. La entrada a sus primeros shows era completamente gratuita, como forma de promocionarse a un público mayor. Su primer evento pagado fue el 26 de abril de 2013. Luego de que su lista de talentos comenzara a expandirse el 2014, TJP comenzó a incluir más luchas en sus carteleras, como también comenzaron a utilizar un ring. También tuvieron un show con la aparición especial de la actriz de voz, cantante y luchadora Ai Shimizu en noviembre de 2014.
TJP tuvo su primer show sin un espectáculo idol el 28 de febrero de 2015. En el show, Ai Shimizu y Saki Akai confirmaron que serían luchadoras regulares de la promoción, y más alumnas debutaron en el evento.

### Aumento en popularidad (2016–presente)
El 4 de enero de 2016, TJPW tuvo su primer show en el Korakuen Hall, un aclamado recinto en el mundo del puroresu (el equivalente al Madison Square Garden en EE.UU). El evento estuvo estelarizado por Miyu Yamashita, quien derrotó a Shoko Nakajima para convertirse en la primera Campeona de TJP o Tokyo Princess of Princess Champion, también tuvo el debut Yuu y una aparición especial e la luchadora estadounidense Candice LeRae. En la primavera de 2016, Ai Shimizu y Erin, dos de las luchadoras insignia, anunciaron su salida de Tokyo Joshi Pro. Sin embargo, pese a ese gran golpe, ese mismo verano resultó siendo muy exitoso para la promoción, y TJP cerró un contrato para la transmisión de sus shows en el canal japonés Pigoo.
El 4 de enero de 2017, TJP realizó su segundo show anual en el recinto Korakuen, el cual tuvo como main event a Yuu, reteniendo su Título de Tokyo Princess of Princess contra Shoo Nakajima. El 29 de mayo se llevó a cabo una audición buscando a cuatro luchadoras jóvenes para formar una agrupación de lucha/banda idol que sería conocida como las "Up-Up Girls". El 20 de julio fueron elegidas las cuatro luchadoras (Raku, Hikari Noa, Hinano & Miu Watanabe) y las comenzaron a entrenar poco después. El 4 de diciembre del mismo año, las Up-Up Girls debutaron con un espectáculo idol, pero no aparecieron en el ring hasta el 4 de enero de 2018.
El tercer show anual de TJP en el salón Korakuen, el día 4 de enero de 2018, resultó ser un increíble éxito, atrayendo a más de 1000 fanes por primera vez. El evento también fue transmitido por AbemaTV por primera vez, como al mismo tiempo por el servicio de streaming de DDT. El show tuvo como evento estelar a la "as" de TJP, Miyu Yamashita, derrotando a Reika Saiki para recuperar el campeonato de TJPW o Tokyo Princess of Princess Championship. El 28 de febrero, un show de TJPW fue nuevamente transmitido por AbemaTV, posteriormente se anunció que Abema había tomado a Tokyo Joshi Pro para transmitirlo regularmente. Esto a su vez marcó el fin de la promoción siendo transmitida en Pigoo. El 1 de noviembre de 2018, las tres reglas que existían hacia las alumnas de TJP fueron eliminadas, permitiéndole a las luchadoras beber, fumar y tener pareja como fuese su voluntad. 
El 4 de enero de 2019, su show anual en Korakuen volvió a ser un gran éxito, atrayendo a 1300 fanáticos al evento.
El 16 de julio de 2019, TJP anunció, a través de su cuenta de Twitter, un nuevo título llamado International Princess Championship. También anunciaron que el Tokyo Princess of Princess Championship y el Tokyo Princess Tag Team Championship eliminarán "Tokyo" de sus nombres. Posteriormente el 25 de agosto en el Korakuen Hall de Tokio se celebró la lucha inaugural por el nuevo campeonato, donde Natsumi Maki se convirtió en la Primera international Princess Champion tras derrotar a la canadiense Gisele Shaw.
Natsumi Maki estaba teniendo su primera defensa titular del International Princess Championship ante Yuna Manase el 16 de septiembre de 2019, cuando se lesionó la rodilla en medio de la lucha, viéndose incapacitada para continuar, por lo que la retadora Yuna Manase la cubrió para convertirse en la nueva campeona.
Comenzaron el 2020 con su show más grande hasta la fecha, el quinto evento anual en el salón Korakuen. Este fue transmitido por DDT Universe y AbemaTV, tuvo invitadas de la talla de Aja Kong, Thunder Rosa y Sareee, además logró sentar a 1467 personas en el recinto. Esto fue un récord de audiencia en un show sin ayuda del roster de DDT Pro. Ese mismo día anunciaron que en noviembre de 2020 planean romper todas sus marcas anteriores, ya que tendrán un show en el Tokyo Dome City Hall, donde esperan atraer a 2500 personas.
La pandemia por COVID-19 y el estado de emergencia en la ciudad de Tokio obligó a TJPW a cancelar muchos de sus shows. Realizaron eventos desde el recinto cerrado que es el dojo de DDT-Pro, los cuales se transmitieron a través de su servicio de streaming Wrestle Universe. El 31 de mayo de 2020 Tokyo Joshi Pro anunció su primer PPV, utilizando la plataforma OpenREC ofrecieron el show de regreso luego de más de 60 días sin actividad.
Tras acabar el estado de emergencia en Tokio, TJPW volvió a las actividades con sus varios shows al mes, anunciando también su show de mitad de año en el Korakuen Hall como es costumbre. Debido a las medidas impuestas por el gobierno, solo pudieron llenar el recinto a la mitad de su capacidad, pero igualmente se realizó TJPW Brand New Wrestling 4, donde una nueva rookie tuvo su debut: Moka Miyamoto.
En agosto se llevó a cabo la Tokyo Princess Cup #7, la cual fue de principio a fin completamente en vivo. Uno de los eventos planeados terminó siendo cancelado y la semifinal junto con la final se realizaron el mismo día. Esto fue debido a que un miembro del roster dio COVID positivo. La copa finalizó el 29 de agosto, con Mizuki como ganadora.
Entre julio y septiembre, 5 miembros del roster cesaron su participación regular en Tokyo Joshi Pro Wrestling. Pocos días después, Marika Kobashi regresó al ring luego de más de un año de ausencia. También se anunció que Thunder Rosa dejaba el International Princess Championship vacante debido a que por motivos fuera de su control, no había podido defenderlo desde que lo ganó el 5 de enero. Inmediatamente se pacta un torneo para coronar una nueva campeona.
El 7 de noviembre de 2020 realizaron Wrestle Princess, un gran show desde el Tokyo Dome City Hall con capacidad reducida, en él se defendieron todos los campeonatos de TJPW, resultando con 2 nuevas campeonas. En el show se anunció que el evento "Wrestle Princess" sería una ocurrencia anual, convirtiéndose en el nuevo show más grande del año para la promoción.
El 20 de noviembre tuvieron el show en vivo Style Of My Love donde Hyper Misao le dio una gran sorpresa a todo el mundo tras anunciar su retiro de la lucha libre profesional. Tuvo una pequeña ceremonia y su lucha de retiro contra Rika Tatsumi en el mismo show. Sin embargo, luego de más de una hora de espectáculo, Misao anunció que no podía retirarse aún, sino que en realidad, venía a proponerle matrimonio a su pareja, un trabajador de DDT, dentro del ring. Esto fue una sorpresa para todos, incluyendo el roster, quienes después declararon no tener idea que eran pareja. Hyper Misao se convirtió en la primera luchadora casada del roster de TJPW y las noticias del show terminó con el hashtag #tjpw siendo trending en Japón.
El 4 de enero de 2021 se llevó a cabo Tokyo Joshi Pro '21, desde el Korakuen Hall con un público muy limitado debido al distanciamiento social, con 683 asistentes. En este, Rika Tatsumi acabó con el reinado de 428 días de Yuka Sakazaki y se coronó como la nueva Princess of Princess Champion.
En febrero realizaron por primera vez en su historia, dos shows en el Korakuen Hall seguidos, este siendo estelarizado por el combate donde la Princess of Princess Champion Rika Tatsumi defendió el campeonato ante su compañera de equipo en 'Daydream', Miu Watanabe.
A fines de febrero realizaron un torneo en equipos, el cual terminó ganando NEO Biishiki-gun (Sakisama & Mei Saint-Michel), quienes posteriormente retaron a las Campeonas en pareja, Nodoka Tenma & Yuki Aino.

## Roster

### Luchadoras
| Nombre en el ring | Nombre real     | Notas                                                        |
| ----------------- | --------------- | ------------------------------------------------------------ |
| Arisu Endo        | Arisu Endo      | Nueva rookie desde el 4 de enero de 2021                     |
| Haruna Neko       | Desconocido     |                                                              |
| Hikari Noa        | Desconocido     | Up Up Girls (Pro-Wrestling), International Princess Champion |
| Hyper Misao       | ??? Kojima      |                                                              |
| Mahiro Kiryu      | Desconocido     |                                                              |
| Maki Itoh         | Desconocido     | Freelancer, Miembro de Toki wo ikiru                         |
| Marika Kobashi    | Desconocido     |                                                              |
| Mei Saint-Michel  | Mei Suruga      | Princess Tag Champion                                        |
| Mirai Maiumi      | Desconocido     |                                                              |
| Miu Watanabe      | Miu Watanabe    | Up Up Girls (Pro-Wrestling)                                  |
| Miyu Yamashita    | Desconocido     | Princess of Princess Champion                                |
| Mizuki            | Mizuki Kaminade | Freelancer                                                   |
| Moka Miyamoto     | Desconocido     |                                                              |
| Nao Kakuta        | Desconocido     | Regular desde noviembre de 2020                              |
| Nodoka Tenma      | Desconocido     |                                                              |
| Pom Harajuku      | Desconocido     |                                                              |
| Raku              | Desconocido     | Up Up Girls (Pro-Wrestling)                                  |
| Rika Tatsumi      | Ririko Ishizawa |                                                              |
| Sakisama          | Saki Akai       | DDT Pro-Wrestling, Princess Tag Champion                     |
| Shoko Nakajima    | Shoko Nakajima  |                                                              |
| Suzume            | Izumi           |                                                              |
| Yuka Sakazaki     | Desconocido     | Contratada part-time con AEW                                 |
| Yuki Aino         | Desconocido     |                                                              |
| Yuki Arai         | Yuki Arai       | SKE48 Idol                                                   |
| Yuki Kamifuku     | Yuki Kamifuku   | Freelancer                                                   |

### Alumni
| Nombre en ring  | Nombre real    | Notas                                                       |
| --------------- | -------------- | ----------------------------------------------------------- |
| NOZOMI          | Nozomi Dai     | Retirada el 30 de noviembre de 2012                         |
| Ayumi Takada    | Ayumi Takada   | Retirada el 19 de marzo de 2014                             |
| Erin            | Eri Kato       | Retirada el 28 de mayo de 2016                              |
| KANNA           | Kanna Shinmei  | Graduada el 22 de septiembre de 2016                        |
| MIZUHO          | Desconocido    | Graduada el 11 de enero de 2017                             |
| Akane Miura     | Desconocido    | Graduada el 25 de marzo de 2017                             |
| Nonoko          | Desconocido    | Graduada el 3 de febrero de 2018                            |
| Chikage Kiba    | Desconocido    | Graduada el 27 de marzo de 2018                             |
| Maho Kurone     | Desconocido    | Graduada el 30 de julio de 2018                             |
| Azusa Takigawa  | Desconocido    | Graduada el 27 de octubre de 2018                           |
| Yuu             | Desconocido    | Renunció el 1 de diciembre de 2018                          |
| Pinano Pipipipi | Desconocido    | Up Up Girls (Pro-Wrestling), Graduada el 5 de abril de 2019 |
| Reika Saiki     | Reika Saiki    | Contrato exclusivo con WRESTLE-1 el 22 de junio de 2019     |
| Yuna Manase     | Desconocido    | Se transfirió a Ganbare☆Pro el 23 de julio de 2020          |
| YUMI            | Desconocido    | Renunció por motivos de estudio el 24 de julio de 2020      |
| Natsumi Maki    | Desconocido    | No renovó contrato el 30 de septiembre de 2020              |
| Mina Shirakawa  | Mina Shirakawa | No renovó contrato el 30 de septiembre de 2020              |
| Himawari Unagi  | Sayaka Unagi   | No renovó contrato el 30 de septiembre de 2020              |
| Sena Shiori     | Desconocido    | Se retiró por enfermedad crónica el 24 de abril de 2021     |

## Campeonatos
Tokyo Joshi Pro-Wrestling tiene 3 campeonatos activos
Véase: 'Anexo:Campeonatos de Tokyo Joshi Pro-Wrestling

## Tokyo Princess Cup
| Año  | Ganadora       | Fecha                | Notas                    |
| ---- | -------------- | -------------------- | ------------------------ |
| 2014 | Nonoko         | 2 de agosto de 2014  | Derrotó a Shoko Nakajima |
| 2015 | Shoko Nakajima | 8 de agosto de 2015  | Derrotó a Akane Miura    |
| 2016 | Yuu            | 13 de agosto de 2016 | Derrotó a Shoko Nakajima |
| 2017 | Reika Saiki    | 30 de julio de 2017  | Derrotó a Yuka Sakazaki  |
| 2018 | Yuu            | 8 de julio de 2018   | Derrotó a Yuka Sakazaki  |
| 2019 | Mizuki         | 7 de julio de 2019   | Derrotó a Yuna Manase    |
| 2020 | Mizuki         | 29 de agosto de 2020 | Derrotó a Shoko Nakajima |
| 2021 | Maki Itoh      | 15 de agosto de 2021 | Derrotó a Shoko Nakajima |